# 徳田真三
徳田 真三（とくだ しんぞう、1967年4月5日 - ）は、京都府出身の、日本の柔道選手である。階級は86kg級。身長171cm。

## 経歴
京都商業高校2年の時にインターハイ軽重量級決勝で大垣日大高校3年の岡田弘隆に敗れて2位だった。1986年に天理大学へ進学すると、1年の時には新人体重別86kg級で優勝を飾った。2年の時には正力国際でも優勝した。3年の時には優勝大会で優勝した。4年の時には優勝大会と正力杯で3位だった。1990年には桂中学の教員になると、講道館杯と体重別で3位となった。1991年にはダイコロに所属が変わると、1993年の講道館杯では3位だった。一方で、京都教育大学の大学院修士課程を修了後に龍谷大学短期大学部の講師に就任した。

## 戦績
- 1984年 -　インターハイ　軽重量級 2位
- 1986年 -　新人体重別　優勝
- 1987年 -　フランスジュニア国際　優勝
- 1988年 -　正力国際　優勝
- 1988年 -　優勝大会　優勝
- 1989年 -　優勝大会　3位
- 1989年 -　正力杯　3位
- 1990年 -　講道館杯　3位
- 1990年 -　体重別　3位
- 1991年 -　環太平洋柔道選手権大会　3位
- 1991年 -　実業個人選手権　3位
- 1993年 -　講道館杯　3位

(出典、JudoInside.com)。

## 書籍
- 柔道再発見　ISBN 978-4-8293-0432-7
- 柔道投技の骨組み　内股編　ISBN 978-4-8293-0435-8